# Güstrow
Güstrow est une ville du Mecklembourg-Poméranie-Occidentale, en Allemagne. Ancien chef-lieu de l'ancien arrondissement de Güstrow, elle fait partie maintenant de l'arrondissement de Rostock dont elle est le chef-lieu.

## Géographie
Güstrow est située à 45 km au sud de Rostock, au bord de la Nebel.

## Quartiers
- Suckow
- Klueß
- Primerburg
- Neu Strenz

## Histoire
| Appartenances historiques Principauté de Mecklembourg 1228-1235 Seigneurie de Werle 1235-1277 Seigneurie de Werle-Güstrow 1277-1307 Seigneurie de Werle 1307-1316 Seigneurie de Werle-Güstrow 1316-1425 Seigneurie de Werle 1425-1436 Duché de Mecklembourg-Schwerin 1436-1471 Duché de Mecklembourg 1471-1480 Duché de Mecklembourg-Güstrow 1480-1483 Duché de Mecklembourg 1483-1520 Duché de Mecklembourg-Güstrow 1520-1610 Duché de Mecklembourg 1610-1621 Duché de Mecklembourg-Güstrow 1621-1695 Duché de Mecklembourg 1695-1701 Duché de Mecklembourg-Schwerin 1701-1815 Grand-duché de Mecklembourg-Schwerin 1815–1871 Empire allemand 1871–1918 République de Weimar 1918–1933 Reich allemand 1933–1945 Allemagne occupée 1945–1949 République démocratique allemande 1949–1990 Allemagne 1990–présent |

Mentionnée pour la première fois en 1228, la ville aurait été fondée par un petit-fils d'Henri le Lion, et devint une résidence des ducs de Mecklembourg au XIVe siècle. Après la partition de ce duché en 1621, Güstrow devint la capitale du duché de Mecklembourg-Güstrow.
En 1695, le dernier duc de Mecklembourg-Güstrow mourut, et Güstrow fut incorporée au Mecklembourg-Schwerin où elle devint le chef-lieu du Cercle wendique (Wendischer Kreis).

## Évolution démographique
| Année      | 1871  | 1890  | 1900  | 1919  | 1944  | 1988  | 2000  | 2005  | 2010  |
| ---------- | ----- | ----- | ----- | ----- | ----- | ----- | ----- | ----- | ----- |
| Population | 10782 | 14850 | 16882 | 19810 | 29000 | 38854 | 32323 | 31083 | 30018 |

## Jumelages
- Bures-sur-Yvette (France) depuis Mai 2022
- Kronshagen (Allemagne) depuis le 8 janvier 1992[1]
- Gryfice (Pologne)
- Neuwied (Allemagne)
- Ribe (Danemark)
- Valkeala (Finlande)

## Personnalités
- Georg Friedrich Kersting (1785–1847), peintre romantique
- Wilhelm von Wickede (1830-1895), vice-amiral de la Kaiserliche Marine
- Ernst Barlach (1870-1938), sculpteur ayant eu son atelier à Güstrow ; son Ange flottant est installé dans la cathédrale
- Michael Hansen (1940-2023), chanteur allemand

## Première Guerre mondiale
Au cours de la Première Guerre mondiale, un camp de prisonnier est installé à proximité de la ville. Il est visité au début de l’année 1915, Arthur Eugster, inspecteur pour la Croix-Rouge suisse. Son rapport présente avec précision les conditions d’internement et le nombre de soldats prisonniers dans ces différents camps. Ainsi, près de 9 000 soldats sont emprisonnés à Güstrow (3 737 Français ; 2 684 Russes ; 604 Belges ; 1 530 Anglais)

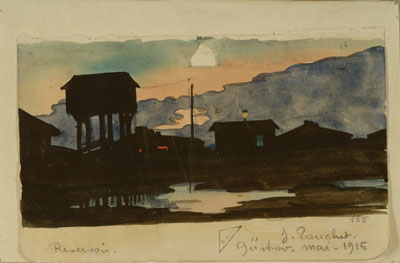
Réservoir - Camp de prisonnier de Güstrow, 1915, Jacques Touchet (1887-1949)

Les conditions de vie y sont assez rudes, et les rations de nourriture sont insuffisantes. Environ 5 000 prisonniers sont employés « à l’amélioration du sol et au défrichement des marécages », ou dans une usine fabricant du sucre. On y pratique également la « punition du poteau ». Cette punition, tirée du règlement disciplinaire de l'armée allemande, consiste à attacher le délinquant pendant plusieurs heures debout le long d'un poteau, de façon à ce qu'il ne puisse ni s'asseoir, ni s'allonger.

Certains artistes français, mobilisés pendant la guerre, seront captifs à Güstrow. On peut citer : Claudius Denis, Joseph Hémard ou encore Jacques Touchet, qui représenteront leur captivité dans de nombreuses œuvres. 

Panorama de Güstrow à partir de l'église paroissiale